# Hesperocorixa vulgaris
Hesperocorixa vulgaris är en insektsart som först beskrevs av Hungerford 1925.  Hesperocorixa vulgaris ingår i släktet Hesperocorixa och familjen buksimmare. Inga underarter finns listade i Catalogue of Life.